# Otrjadyn Gündėgmaa
Otrjadyn Gündėgmaa (in mongolo: Отрядын Гүндэгмаа; Ulan Bator, 23 maggio 1978) è una tiratrice a segno mongola.

## Palmarès

### Olimpiadi
- 1 medaglia:
  - 1 argento (Pechino 2008 nella pistola 25 metri)